# Ugaki de samoerai
Ugaki de Samoerai is een stripverhaal gemaakt door de Franse stripauteur Robert Gigi. Deze maakte in de periode 1971-1972 drie korte verhalen die op de Nederlandse markt verschenen in het stripweekblad de Pep. Later werd het verhaal uitgebreid tot een lang lopend verhaal dat opnieuw voorgepubliceerd werd in de Pep (1979). In 1980 verscheen het verhaal in albumvorm bij uitgeverij Dargaud, uitsluitend met harde kaft.  In dit stripverhaal is de historische Shimabara-opstand van de christenen verwerkt die in Japan plaatsvond in 1638.

## Verhaal
In Ugaki staat de eenzame queeste van een samoerai centraal die zijn daimyo (heer) overleefde. Hij is daardoor een ronin, een samoerai zonder meester. Het enige dat hem weerhoudt om  seppuku te plegen is de belofte die hij aan zijn meester  deed om diens dood te wreken. Hij beleeft meerdere avonturen en raakt betrokken bij een groot conflict van opstandige boeren tegen de Shogun.

## Eerste samoerai strip
Voor de meeste striplezers is het verhaal over Ugaki hun eerste kennismaking met de avonturen van een samoerai in een stripverhaal. Tekenaar Gigi was daarmee trendsetter. Voorafgaand aan Ugaki maakte Gigi een soortgelijke strip op tekst van Ferrier in het Franse blad Francs-Jeux. De film The Seven Samurai van de Japanse filmmaker Akira Kurosawa was zijn inspiratiebron.. Na Ugaki zouden nog vele avonturen over samoerais verschijnen, gemaakt door andere tekenaars. Van Gigi verscheen nog een tweede verhaal over Ugaki, die echter niet op de Nederlandse markt werd uitgebracht.